# Waterberg-Plateau-Park
Der Waterberg-Plateau-Park ist ein 1972 eingerichtetes Naturschutzgebiete in Namibia. Er hat eine Fläche von 405 Quadratkilometer und nimmt weite Teile des Waterberg im zentralen Nordosten Namibias ein.

## Flora und Fauna
Die Fauna und Flora im Waterberg-Plateau-Park ist sehr vielfältig: 90 Säugetier-,  über 200 Vogel-, 13 Frosch-, 3 Schildkröten-, 34 Echsen-, 45 Schlangen-, ca. 140 Flechten- und 497 Pflanzenarten wurden hier beobachtet.
Das Naturschutzgebiet wurde zum Schutz der Elenantilope geschaffen. Durch Wiederansiedlung gibt es heute auch die beiden in Namibia vorkommenden Nashornarten, Breitmaul- und Spitzmaulnashorn, die einzigen nachweislich gesunden Gruppen von Afrikanischen Büffeln (im Mai 2018 etwa 1600), Rappen-, Pferde- und Leierantilope sowie Leoparden und Geparde.
Der Waterberg war Rückzugebiet der letzten Kapgeier Namibias, die bis Mitte der 2000er Jahre ausgestorben sind.
Die Vegetation im Park besteht aus Busch- und Baumsavanne.

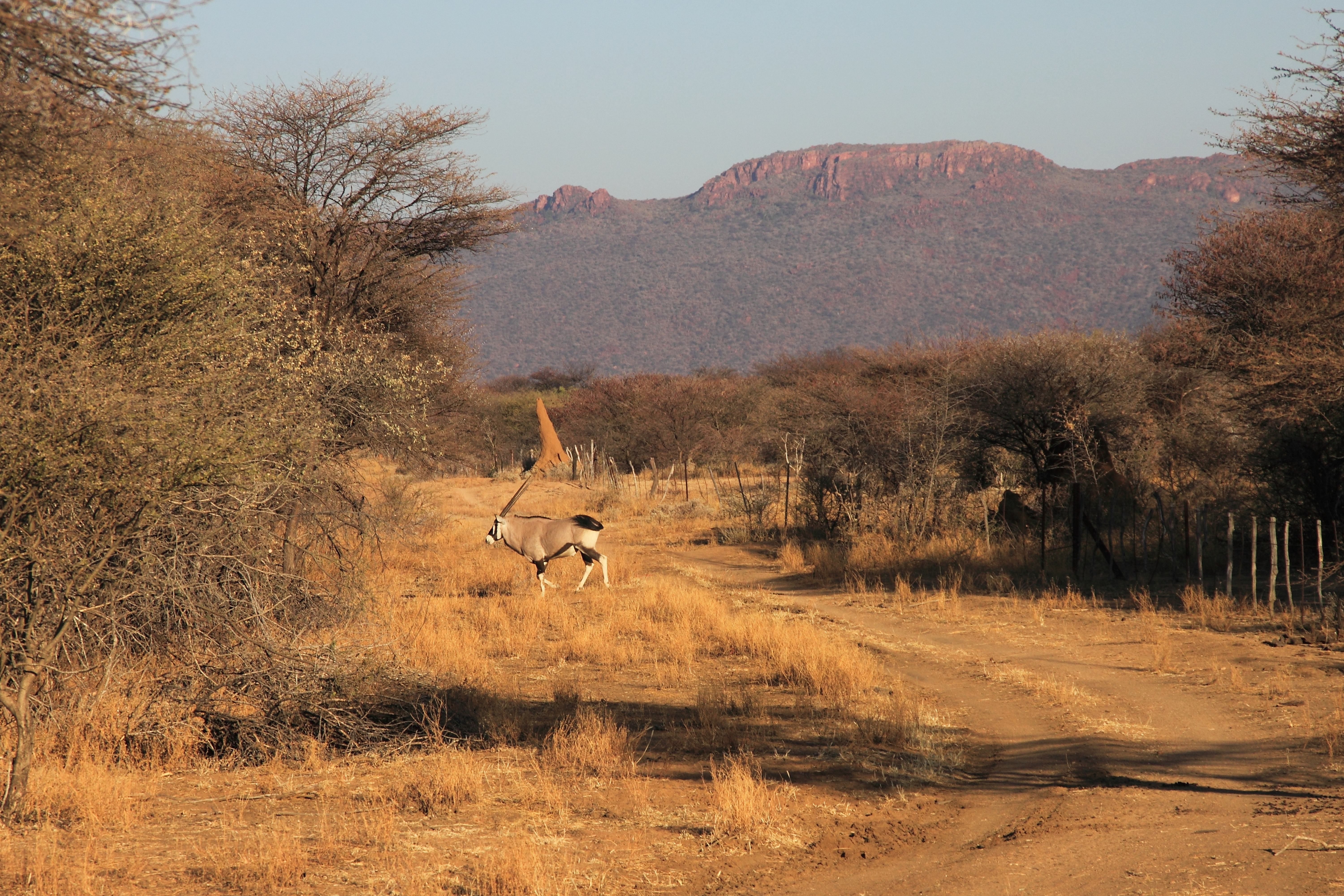
Oryx
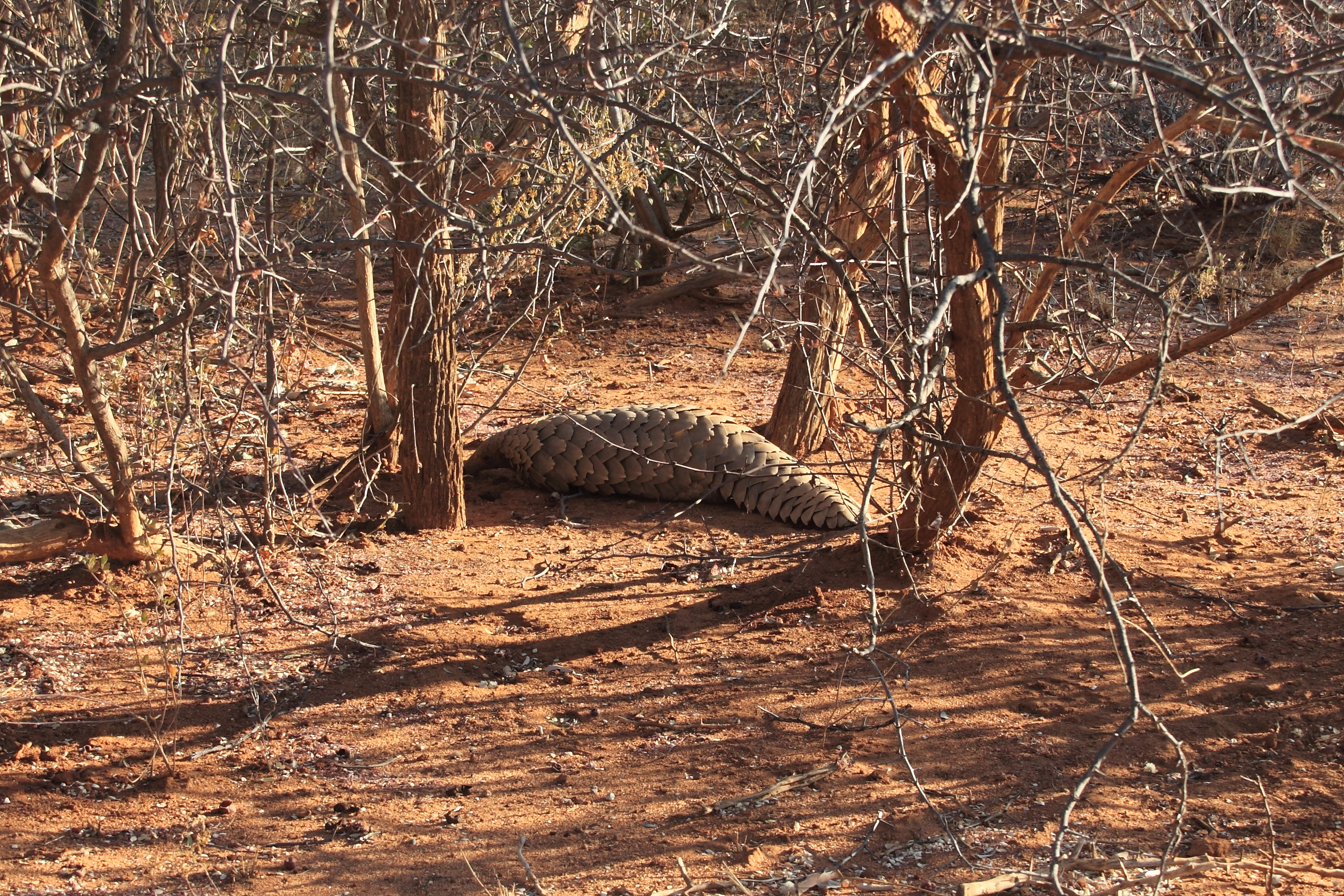
Steppenschuppentier am Waterberg
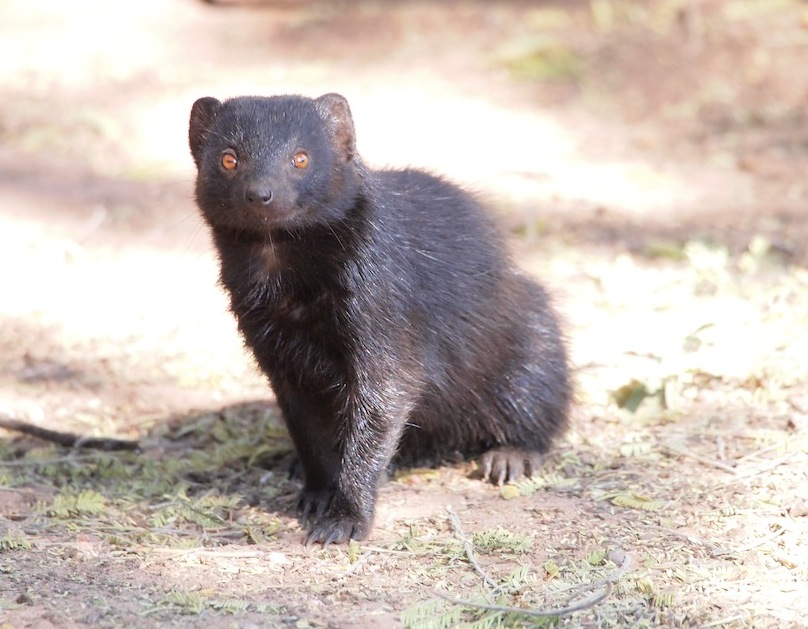
Galerella nigrata am Waterberg
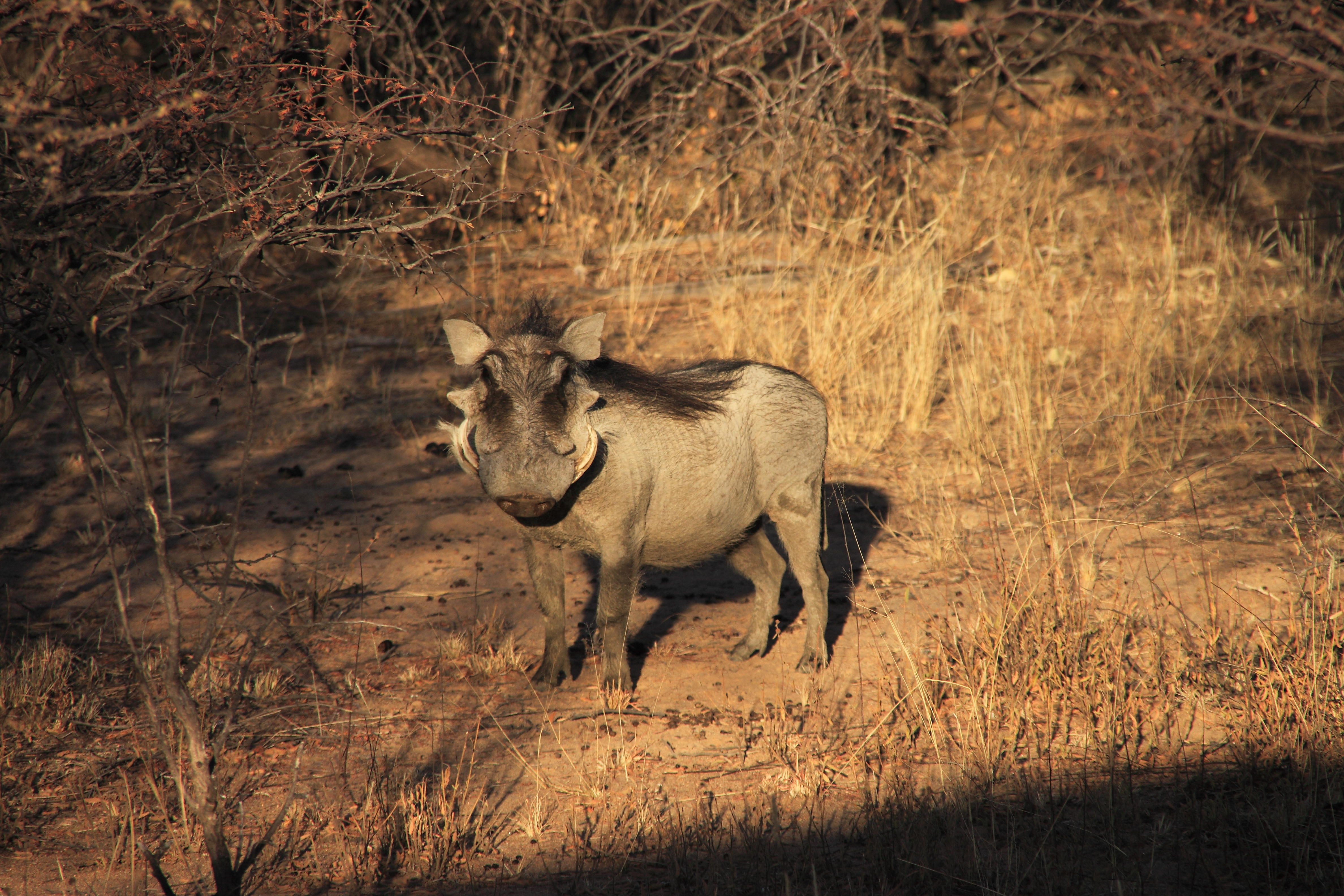
Warzenschwein

### Tourismus
Im Nationalpark befindet sich am Fuße des Waterbergs ein staatliches Camp von Namibia Wildlife Resorts. Um dieses herum gibt es mehrere kurze Wanderwege. Auf dem Waterberg und auf diesen herauf gibt es zahlreiche weitere Wanderwege mit Schutzhütten.